# Пол Гетті
Жан-Пол Гетті (англ. Jean Paul Getty, 15 грудня 1892, Міннеаполіс — 6 червня 1976, Гілфорд) — американський підприємець, найбагатша людина світу свого часу, засновник музею Гетті.

## Біографія
Народився в Міннеаполісі, штат Міннесота, в родині нафтового магната ірландця Джорджа Франкліна Гетті і його дружини, дочки шотландських емігрантів, Сари Кетрін МакФерсон Рішер. Навчався в університеті Південної Каліфорнії, університеті Берклі та Оксфордському університеті, який закінчив у 1913 році за спеціальністю «економіка» та «політичні науки». По завершенні навчання почав працювати на батьківських підприємствах в штаті Оклахомі і вже в червні 1916 року став мільйонером, після чого наступні два роки присвятив розвагам. Повернувся до сімейного бізнесу у 1919-у і до кінця 1920-х вп'ятеро збільшив свої статки. Як людина вкрай небайдужа до жінок, за цей же період тричі одружився, чим настільки засмутив батька, що той по своїй смерті у 1930 році залишив єдиному сину у спадщину лише 500 тисяч доларів із свого десятимільйонного статку.
У роки Великої депресії Гетті почав скуповувати нафтові підприємства, які у 1967 році увійшли до компанії Getty Oil. У 1949 році Гетті за 9,5 мільйонів доларів готівкою купив у короля Саудівської Аравії ібн Сауда 60-річну концесію на безплідну землю поблизу кордону з Кувейтом. Чотири роки безуспішних пошуків завершилися успіхом в 1953 році, коли були знайдені великі поклади нафти, завдяки добуванню якої з 1957 року до своєї смерті вважався найбагатшою людиною світу (у 1968-у став мільярдером), а його статки оцінювалися у суму від 2 до 4 мільярдів доларів.
1950 року Пол Гетті переїхав у Англію, куди переніс штаб-квартиру своєї нафтової імперії і де прожив решту життя до своєї смерті в 1976 році від серцевої недостатності.

## Сім'я
Пол Гетті був одружений п'ять разів:
1. Жаннет Дюмон (1923—1925) — син Джордж Франклін Гетті II (1924—1973)
2. Аллен Ашбі (1926—1928)
3. Адольфіна Хелмле (1928—1932) — син Жан Рональд Гетті
4. Ени Рок (1932—1935) — сини Юджин Пол Гетті (згодом — Джон Пол Гетті-мол., 1932—2003) і Гордон Гетті (1934)
5. Луїза Дадлі (1939—1958) — син Тімоти Гетті (1946—1958).

|  | Постійні стосунки із жінкою можливі лише якщо ви банкрут |

У 2013 році п'ята дружина Гетті, Луїза, опублікувала мемуари, в яких повідомила, що Гетті лаяв її за занадто великі витрати на лікування їх шестирічного сина, який втратив зір від пухлини у мозку. Смерть Тімоті у 1958 році стала причиною їх розлучення й Гетті, що жив у Англії не приїхав на похорони до США, де останні роки проживали його дружина і син
Онук Пола Гетті, Марк Гетті, — засновник компанії Getty Images.

### Викрадення онука
10 липня 1973 році у Римі зник онук Пола Гетті, 16-річний Пол Гетті III, викрадачі якого по телефону зажадали викуп у 17 мільйонів доларів. Його батько звернувся по домогу до Пола Гетті, однак той відмовив, вважаючи, що онук його просто розігрує. Лише через п'ять місяців, коли викрадачі прислали у конверті пучок волосся і відрізане вухо онука та погодились зменшити суму викупу до 3 мільйонів, Пол Гетті-старший дав 2,2 мільйони доларів (максимальна сума, яка не обкладалась податками) на викуп, а решту 800 тисяч позичив синові під 4 % річних.
|  | У мене чотирнадцять онуків - якщо я зараз заплачу хоч пенні, то у мене вкрадуть і решту тринадцять |

Коли відпущений на волю онук подзвонив діду, щоб подякувати, той відмовився брати слухавку.. Пол Гетті III був настільки травмований всім, пов'язаним із його викраденням, що став алкоголіком і наркоманом, у 1981 році внаслідок інсульту, викликаного прийняттям суміші алкоголю і наркотиків, втратив мову, майже осліп і лишався паралізованим до своєї смерті у 2011 році.
Син Пола Гетті III — Бальтазар Гетті — голлівудський актор, відомий за головною роллю у кінострічці Девіда Лінча «Загублене шосе».

## Музей Гетті

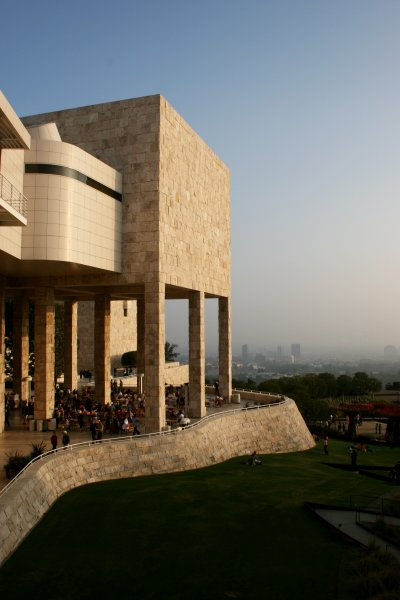
Центр Гетті

У 1954 році на своїй віллі в Пасифік-Пелісейдс під Лос-Анжелесом Гетті відкрив музей образотворчого мистецтва. У 1997 році його експозиція переїхала у спеціально збудоване приміщення площею 360 га в горах Санта-Моніки, яке разом з віллою, Дослідним інститутом Гетті та Інститутом збереження творів мистецтв Гетті стало частиною Центру Гетті. Сьогодні Музей Гетті — один з найвідвідуваніших музеїв США.

## Скнарість
У своєму середньовічному замку часів Генріха VIII у графстві Суррей Пол Гетті встановив спеціальний паролевий доступ до телефонів, якими міг користуватись лише певний перелік осіб. Для решти у замку був встановлений звичайний платний таксофон.

## Смерть
Пол Гетті помер від серцевої недостатності 6 червня 1976 року у графстві Суррей (Англія). Був похований на своїй віллі в Пасіфік-Палісейдс під Лос-Анжелесом.